# Марков, Никифор Николаевич

Фотография периода Великой Отечественной войны.

Никифор Николаевич Марков (1916—1997) — участник Великой Отечественной войны, Герой Советского Союза, разведчик 496-й отдельной разведывательной роты 236-й стрелковой дивизии 46-й армии Степного фронта, младший сержант.

## Биография
Родился 10 марта 1916 года в деревне Чуваш-Отары Воскресенской волости Чебоксарского уезда (ныне Звениговского района Республики Марий Эл) в крестьянской семье. Чуваш.
Окончил 5 классов, школу ФЗУ и 2 курса рабфака при Горьковском институте инженеров водного транспорта. Работал на Волге матросом, затем калькулятором в столовой судоремонтного завода «Красный Волгарь» посёлка городского типа Звенигово Марийской АССР.
В Красной Армии с 1939 года. Призван Козловским районным военным комиссариатом. На фронтах Великой Отечественной войны — с января 1942 года. Член ВКП(б)/КПСС с 1945 года.
Разведчик 496-й отдельной разведывательной роты младший сержант Никифор Марков в ночь на 26 сентября 1943 года в районе села Сошиновка Верхнеднепровского района Днепропетровской области Украины в составе разведывательной группы преодолел реку Днепр. В бою за плацдарм воин-разведчик уничтожил восемь вражеских солдат, одного офицера, захватил ручной пулемёт.
В том же 1943 году в одном из боёв Н. Н. Марков получил тяжёлое ранение. После чего ему долго пришлось лечиться. После выписки из госпиталя, в 1944 году, отважный разведчик был демобилизован.
Жил и работал в столице Татарии — городе Казани, а с 1952 года — в городе Наро-Фоминске Московской области. До ухода на заслуженный отдых работал на Наро-Фоминском шёлковом комбинате.
Скончался 11 августа 1997 года.

## Награды
- Указом Президиума Верховного Совета СССР от 1 ноября 1943 года за образцовое выполнение боевых заданий командования на фронте борьбы с немецко-фашистским захватчиками и проявленные при этом мужество и героизм младшему сержанту Маркову Никифору Николаевичу присвоено звание Героя Советского Союза с вручением ордена Ленина и медали «Золотая Звезда».
- Награждён орденами Отечественной войны 1-й степени и Красной Звезды, медалями.

## Память
Именем Героя названа улица в родной деревне.